# James Renard : Opération Milkshake
 (juillet 2018).
Si vous disposez d'ouvrages ou d'articles de référence ou si vous connaissez des sites web de qualité traitant du thème abordé ici, merci de compléter l'article en donnant les références utiles à sa vérifiabilité et en les liant à la section « Notes et références ».
James Renard : Opération Milkshake, ou dans certaines éditions Spy Fox : Opération Milkshake (en anglais : Spy Fox in "Dry Cereal") est un jeu vidéo développé par Humongous et édité par Atari sorti en 1997. C'est le premier jeu de la série principale de Spy Fox.

## Résumé
James Renard est un agent secret de renommée mondiale, dandy et sophistiqué, qui se trouve embarqué dans une sombre affaire d'intérêts. La disparition des vaches, et donc du lait, n'est pas un accident. Elle profite forcément à quelqu'un. Mais à qui ? C'est ce qui reste à découvrir.

## Personnages principaux
Capucine Génie (Monkey Penny)
Partenaire de Spy Fox, basée au Poste de Commandement Mobile et qui lui attribue ses missions. Elle peut le contacter via sa montre d'espion pour lui donner des conseils et indices pour avancer. Elle a l'apparence d'un singe habillé d'une combinaison noir.
Professeur Quack
Créateur des gadgets de James Renard, il mange la notice de chaque gadget après avoir expliqué son fonctionnement, afin de préserver leur confidentialité. Il a l'apparence d'un canard habillé d'une blouse blanche.
Cabri Olait (William the Kid)
PDG de Nectar Odieux Grec (Nectar of the Goats) et antagoniste principal. Il prévoit de priver le monde de lait de vache et de le remplacer par du lait de chèvre à l'aide de son Arme du Jugement Laitier. Il a l'apparence d'une chèvre habillé d'une veste rouge et porte un monocle.

## Accueil
- Adventure Gamers : 4/5[1]